# Frédéric III de Saxe-Gotha-Altenbourg
Frédéric III, né le 14 avril 1699 à Gotha et mort le 10 mars 1772 à Gotha, est duc de Saxe-Gotha-Altenbourg de 1732 à sa mort.

## Biographie
Il est le fils de Frédéric II de Saxe-Gotha et de Madeleine-Augusta d'Anhalt-Zerbst. 
Il réside au château de Friedenstein, dans le duché de Saxe-Gotha-Altenbourg.
En 1734, Frédéric III de Saxe-Gotha-Altenbourg signe un traité de commerce avec ses voisins, le prince de Waldeck et le roi Frédéric-Guillaume Ier de Prusse.
Ses sujets eurent à souffrir de la création d'un impôt.
Le duché de Saxe-Gotha-Altenbourg souffrit également de la Guerre de Sept Ans.
Frédéric III de Saxe-Gotha-Altenbourg fut en conflit avec son voisin et cousin le duc Antoine-Ulrich de Saxe-Meiningen.
Il eût pour maître de chapelle Gottfried Heinrich Stölzel puis Georg Benda.
C'est sous son règne que débute, en 1763, la parution de l'Almanach de Gotha, poursuivie en Saxe sans interruption jusqu'en 1944.

### Mariage et descendance
Frédéric III de Saxe-Gotha-Altenbourg épouse le 17 septembre 1729 sa cousine Louise-Dorothée de Saxe-Meiningen (1710-1767), fille d'Ernest-Louis Ier de Saxe-Meiningen. Six enfants naissent de cette union :
- Frédéric de Saxe-Gotha (1735-1756) ;
- Louis de Saxe-Gotha (1735-1735) ;
- Frédérique Louise de Saxe-Gotha (1741-1776) ;
- Ernest II, duc de Saxe-Gotha-Altenbourg ;
- Sophie de Saxe-Gotha (1746-1746) ;
- Auguste de Saxe-Gotha-Altenbourg (1747-1806) ;